# Juan-José Espana
Pour les articles homonymes, voir Molina.
Juan-José Espana (1909-2000) (utilisant pendant la guerre le pseudonyme de « Molina ») est un Ingénieur Supélec français qui devient militaire dans l'artillerie pendant la Seconde Guerre mondiale, de lieutenant à chef d'escadron, avant de redevenir un entrepreneur. Il est l'un des 1 038 compagnons de la Libération.
Cité dès le début du conflit pour son attitude lors de l'opération Dynamo, il est blessé et fait prisonnier avant de s'évader pour rejoindre le Général de Gaulle en Angleterre. Engagé dans les Forces françaises libres, il participe à des missions sur de nombreux théâtres d'opérations, notamment dans le Pacifique : Nouméa, Nouvelle-Calédonie, Wallis-et-Futuna ; en Libye ; dans les campagnes de Tunisie et d'Italie ; et enfin dans la bataille de France, à Toulon, Belfort, Strasbourg, et dans les Alpes.
Redevenu civil en 1945, il retrouve un poste de direction dans l'entreprise Huard-UCF de Châteaubriant qu'il avait quitté lors de la mobilisation de 1939 et en 1967 il est nommé président-directeur général.

## Biographie

### Enfance et formation
Juan-José Espana est né le 10 décembre 1909 dans le 20e arrondissement de Paris. Son père, Jean-Manuel Espana, est ingénieur et administrateur de société et sa mère est née Marie Jeunot. Il fait ses études secondaires à l'Institution Franchot de Choisy-le-Roi. 
Plus tard, il est envoyé à Lille pour suivre une formation d'ingénieur à l’Institut catholique d'arts et métiers. Devenu ingénieur généraliste, il poursuit sa formation en intégrant l’École supérieure d'électricité de Paris. En 1932, l'ingénieur Espana a 23 ans, lorsqu'il est volontaire pour effectuer son service militaire comme élève officier de réserve (EOR) à l'École de l'artillerie de Poitiers.

### Ingénieur chez Huard à Châteaubriant
En 1936, Juan-José Espana rejoint la Loire-Atlantique, à Châteaubriant, pour un emploi d'ingénieur dans la « société anonyme des établissements Huard », qui produit du matériel agricole et notamment la charrue brabant dont elle est le plus grand producteur français. Son patron, Paul Huard (1901-1996), est le fils de l'industriel Jules Huard (1868-1933) qui a développé le petit atelier créé, en 1863, par son père le « constructeur-mécanicien » Jean-François Huard (1838-1899).
Évoluant dans cette entreprise, il est nommé adjoint au directeur technique en 1939, peu de temps avant le début de la Seconde Guerre mondiale.

### Militaire pendant la Seconde Guerre Mondiale

#### D'Espana à Molina: cité, blessé, prisonnier, évadé
Après l'invasion allemande de la Pologne, la mobilisation générale française est décidée le 1er septembre 1939 et applicable le lendemain. Juan-José Espana est mobilisé en tant qu'officier de réserve, comme lieutenant au 35e régiment d’artillerie divisionnaire (RAD). 

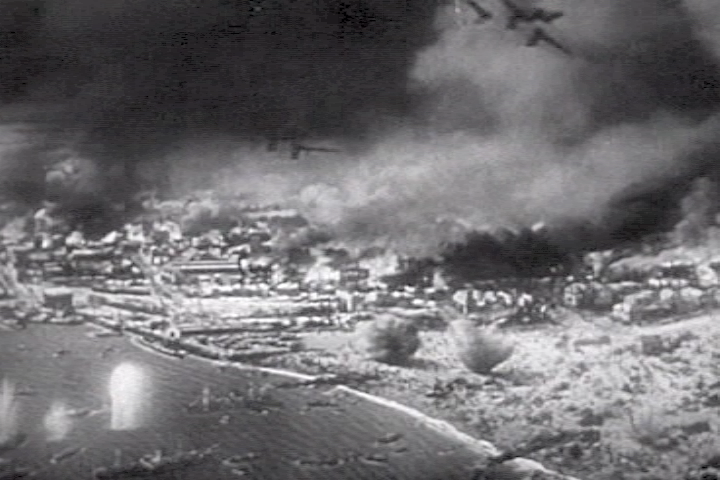
Le lieutenant Espana participe à la bataille de Dunkerque en 1940 (illustration du film Divide and Conquer, 1943).

En juin 1940, le lieutenant Espana est engagé dans bataille de Dunkerque. Le 2 juin il reçoit une citation militaire pour son comportement au combat à Téteghem : « sous des feux intenses d'artillerie et d'aviation ennemies, il exécute avec le plus grand calme un changement de position difficile ». Le 3 juin, le lieutenant avec sa huitième batterie est à Rosendaël chargé de couvrir les opérations d'embarquement des alliés. Il fait tirer ses canons et ses mitrailleuses jusqu'au moment, dans la journée du 4 juin, où il est blessé à la cuisse par un éclat d'obus et une balle, alors que se batterie était la dernière encore en action. Gravement blessé, Espana est envoyé à l'hôpital de Zuydcoote pour y subir une opération urgente. Ce même jour, il y est fait prisonnier. Plus tard, les allemands le transfèrent au Touquet puis dans un camp à Lille. 
Lorsqu'il va mieux, le 12 août 1940, il en profite pour se soustraire à la surveillance de ses gardes et rejoindre son ancienne école d'ingénieur lilloise où un père jésuite lui fournit une fausse carte d'élève espagnol au nom de « Molina ». Il lui donne également un vieux vélo et après un long périple, en partie à pied « en boitant et se cachant », où il a traversé Paris et la ligne de démarcation, Molina rejoint l'Espagne, après trois tentatives, de passage de la frontière. Pris pour une déserteur, ou un républicain il est arrêté et emprisonné au camp de Figueras avant d'être transféré à Reus puis Madrid. Après trois mois d'internement il est libéré, le 14 décembre, ce qui lui permet de rejoindre Cadix et d'embarquer sur un navire pour la Grande-Bretagne.

#### Officier de la France libre

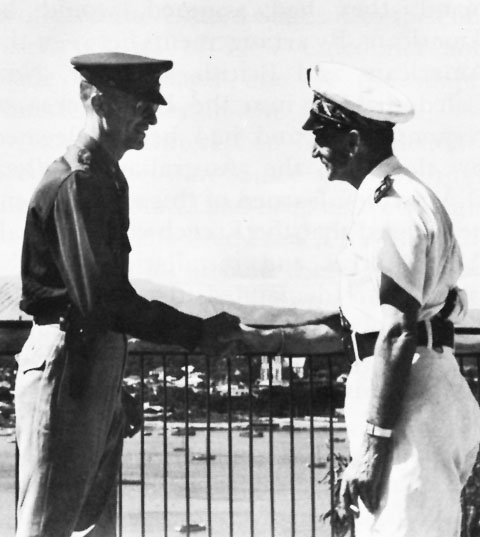
Patch et d'Argenlieu.

Le 4 décembre, il arrive en Angleterre. Le lendemain, il « rencontre le Général de Gaulle », puis s'engage sous le nom de Molina dans les Forces françaises libres. Son souhait d'aller dans une unité combattante n'est pas exaucé car sa blessure n'est pas encore parfaitement cicatrisée. Le lieutenant Molina est nommé instructeur, poste qu'il partage avec deux sous-lieutenants, au peloton d'artillerie, sous les ordres du commandant Maurice Vermeil de Conchard, de l'école des élèves officiers de Camberley,. 
Thierry d’Argenlieu, le 9 juillet 1941, est nommé haut-commissaire de la France libre pour le Pacifique. Argenlieu quitte l'Angleterre en août 1941 avec les membres de sa mission, dont Molina, ils arrivent à Nouméa, en Nouvelle-Calédonie, le 5 novembre. Molina, qui a été promu capitaine, est chargé d'évaluer et organiser la défense côtière de l'île et d'assurer le commandement de la « place forte de Nouméa », ce qui lui donne l'autorité sur l'artillerie présente sur ce territoire. 

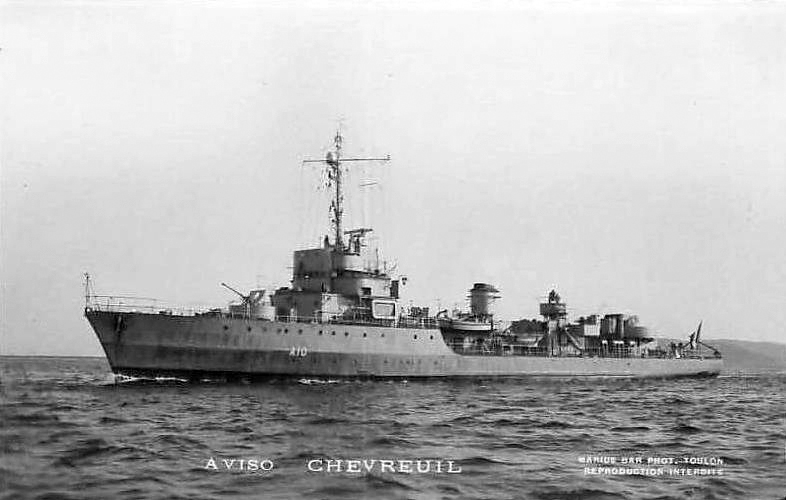
Le 27 mai 1942, l'aviso Chevreuil débarque un corps expéditionnaire dirigé par Molina à Wallis pour reprendre le territoire au nom de la France libre.

Le 9 mars, le commandement des forces terrestres de l'île rend opérationnel le plan, du capitaine Molina, intitulé « projet d'action au moment d'une attaque avec répartition des effectifs et de l'armement aux points forts ». Le 27 mai 1942, le Capitaine Molina participe au ralliement de Wallis-et-Futuna à la France libre, en dirigeant un corps expéditionnaire, débarqué du Chevreuil, qui reçoit la reddition du résident Vrignaud (resté fidèle à Vichy) sans violence.
Il rejoint le 16 mars 1943 la 1re division des Français Libres en Libye, où il dirige le service du chiffre. Il est affecté le 9 août 1943 au 2e régiment d’artillerie et participe aux campagnes de Tunisie, d’Italie, de Toulon, de la trouée de Belfort, de Strasbourg, jusqu’aux dernières campagnes des Alpes en avril 1945.
Il termine la guerre comme Chef d'escadron.

### Retour à la vie civile en 1945

#### Mariage, directeur et PDG de Huard-UFC
Après la fin de la guerre, démobilisé, redevenu Juan-José Espana, il retourne à Châteaubriant où il épouse, le 27 octobre 1945, mademoiselle Denise Dislaire (1920-1999). Le couple aura trois enfants : Colette, Jean-Louis et Bernard.

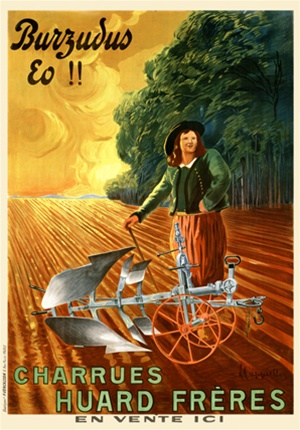
Affiche Huard de 1911.

Dès son retour, Juan-José Espana réintègre l'entreprise qu'il avait quittée lors de la mobilisation de 1939. Il est nommé directeur commercial de la société qui est maintenant dénommée société anonyme Huard-UCF (Union Charrues France),. Il est ensuite nommé directeur de l'entreprise en 1958. Neuf ans plus tard, en février 1967, il est nommé Président-directeur général.
En 1969, un mécontentement prend de l'ampleur à la fonderie Huard, une filiale établie également à Châteaubriant. Le 17 octobre, les ouvriers se mettent en grève, les négociations échouent. Le directeur de la fonderie, Jacques Bardot, se retranche derrière le fait qu'il n'a pas la possibilité de prendre ces décisions puisqu'il dépend de sa maison mère. Le 23 octobre, les ouvriers vont manifester devant l'usine de machines agricoles, ils obtiennent une entrevue avec le PDG du groupe, Juan-José Espana. La discussion s'éternisant sans résultats probants, au bout de trois heures les grévistes rentrent dans le hall et indiquent qu'ils ne quitteront ce lieu qu'avec un résultat. Espana répond qu'il se considère comme séquestré, ce que réfutent les syndicats. La situation dure, toutes les initiatives syndicales, y compris soutenues par l'inspection du travail, échouent. Les grévistes finissent par quitter les lieux le 25 octobre. Après d'autres négociations un compromis est accepté et le travail reprend, mais la direction porte plainte pour séquestration. Une enquête est diligentée et aboutit à un non-lieu.
En 1970, le volume des ventes de l'entreprise Huard est important : en France ce sont 21 500 machines, soit plus de la moitié du marché et à l'exportation le chiffre de 4 000 unités de charrues de motocultures fait toujours figurer Huard à la première place en Europe pour les charrues brabant. En 1971, Juan-José Espana est toujours le PDG du groupe, il dispose d'un directeur assistant  Jean Huard, fils de Paul Huard qui est président honoraire.
D'un caractère plutôt réservé, Juan-José Espana est perçu comme « glacial » par ses salariés qui le surnomment « le colonel » en référence a son parcours militaire.

#### Décès et sépulture
Juan-José Espana meurt à Châteaubriant le 8 décembre 2000. Ses obsèques ont lieu le 12 décembre avec un hommage remarqué rendu par l'Armée française,. Il est inhumé, comme son épouse Denise l'année précédente, au cimetière de Béré à Châteaubriant.

## Distinctions
- Officier de la Légion d'honneur
- Compagnon de la Libération par décret du 17 novembre 1945[23]
- Croix de guerre 1939-1945 (3 citations)
- Médaille de la Résistance française par décret du 24 avril 1946[24]
- Médaille coloniale avec agrafe "Tunisie"
- Insigne des blessés militaires
- Médaille commémorative des services volontaires dans la France libre
- Croix des services militaires volontaires